# 卡姆揚卡河 (烏日河支流)
卡姆揚卡河（烏克蘭語：Кам'янка）是烏克蘭北部日托米爾州的河流，並屬於烏日河的右支流。該河始於梅迪尼夫卡，終於羅茲索希夫西克，河道全長40公里，流域面積266平方公里。